# はみだしYOUとPIA
『はみだしYOUとPIA』（はみだしゆーとぴあ）は、情報誌『ぴあ』に1975年-2002年のあいだ掲載された短文の読者投稿欄。略して『はみだし』とも呼ばれ、『ぴあ』の名物コーナーだった。

掲載例

『はみだし』のフォーマットは各ページの小口（ページ左右の余白）に収まる1行分の短文で、投稿者は「つい笑ってしまうような告白、発見、驚き、言わずにいられないようなこと」をハガキに何本でもよいので書いて編集部に郵送し、採用されたものが掲載されるというものだった。様式や内容からして後年の Twitter を先取りしていたとも言え、そのサブカルチャー的要素が当時の若い読者に好評だった。『はみだし』だけ読むという読者までいた。
『はみだし』を発案したのは、ぴあ創業者の矢内廣で、元は試写会の応募ハガキの余白に読者が書いてくる面白ネタを編集部の壁に貼り出し皆で笑い合っていたものを、内輪で終わらせては勿体ないと考えてコーナー化したものだった。送られてくる内容は深夜ラジオの投稿に近いものがあるが、採用本数が多いぶん「東京の日常」を切り取ったものが多く、また「〜してしまったのは、この私です」のような面白おかしい自己表現をアピールする投稿も目立った。掲載されたネタに別の読者が次号でリプライすることもあり、雑誌の発行間隔という制約からやりとりが何か月と続くこともあった。
1999年4月5日号からは春風亭昇太を選者に迎えてタイトルを『春風亭昇太のはみだしYOUとPIA』に変更した。しかしネットで手軽に情報発信できる環境が普及した21世紀になると急激に投稿数が減り、創刊30周年に伴なう誌面のリニューアルを機として、2002年7月1日号を最後に『はみだし』は終了した。2011年に『ぴあ』が休刊する際にはWeb上で投稿を募り、最終号に1号限りで復活した。
ぴあ社よりアンソロジー集『はみだし天国』（1985年）、『はみだし地獄』（1986年）が刊行されている。